# Carl E. Ricé

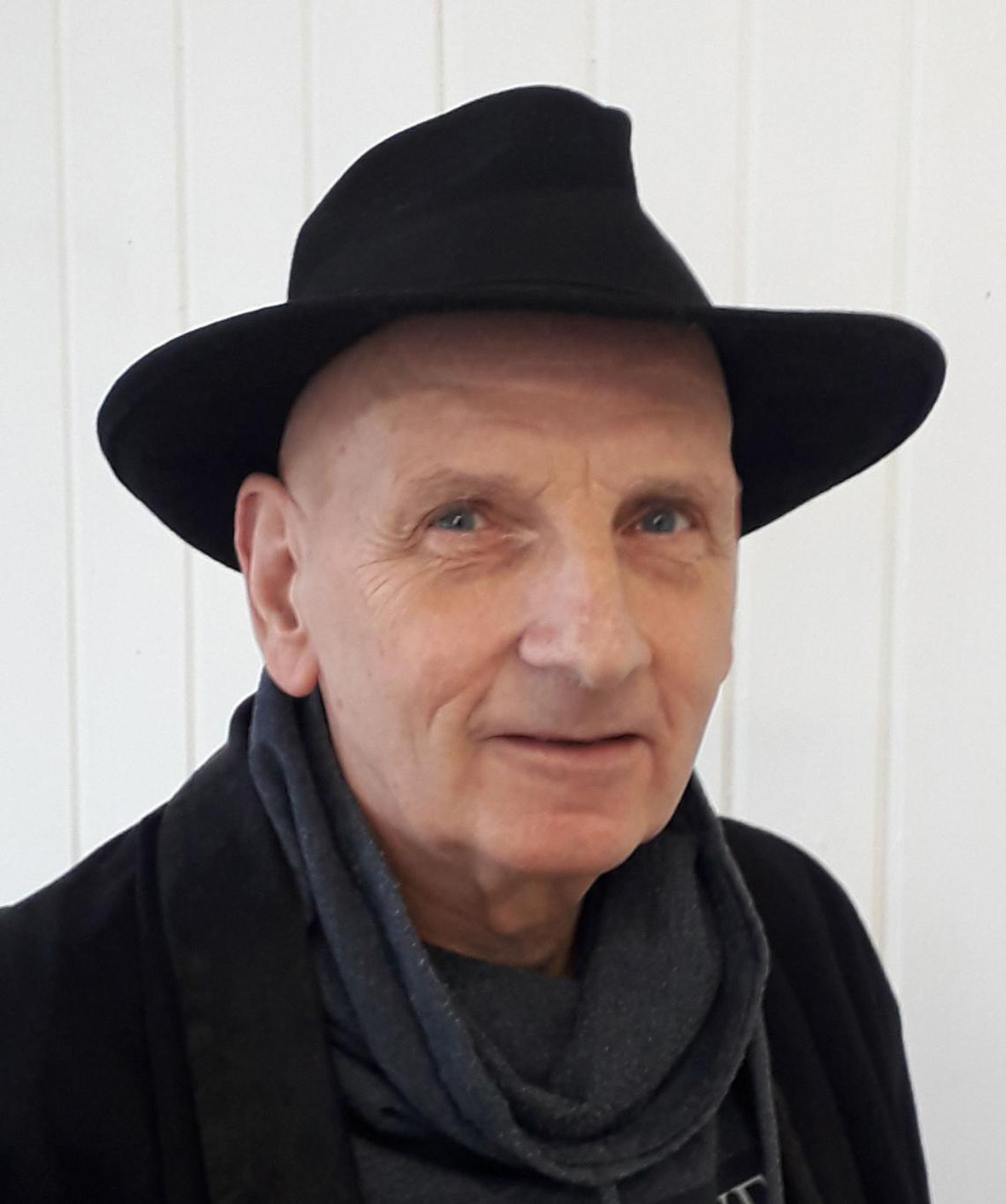
Carl E. Ricé (2018)

Carl E. Ricé [riˈkeː] (* 29. Dezember 1947 in Hamburg; † 3. August 2024 in Augsburg) war ein deutscher Schriftsteller und Literatur-Performer.

## Leben und Werk
Carl Ricé machte sich 1991 als Literatur-Performer selbstständig. Sein Repertoire als Erzähler bildeten Märchen, Stoffe der Weltliteratur und eigene Geschichten. Eine Auswahl seiner Erzählungen erschien 1993 als Buch unter dem Titel Henker, bitte weitermachen.

Ricés Hauptwerk ist die Erzähl-Performance Das Kainszeichen. Geschichte einer Vergewaltigung, die er 1992 erstmals aufführte.
2022 wurde Das Kainszeichen als vom Autor gesprochenes Hörbuch veröffentlicht. Ebenfalls im Jahr 2022 erschien die Broschüre Wahrnehmen, was nicht sein darf. Bewusstsein für sexuellen Missbrauch an Kindern schaffen. Die Publikation wurde in Zusammenarbeit mit Carl E. Ricé von Studierenden der Sozialen Arbeit an der Technischen Hochschule Augsburg im Rahmen des Projekts Wahrnehmen, was nicht sein darf für das Amt für Kindertagesbetreuung der Stadt Augsburg entwickelt.

2023 veröffentlichte Carl E. Ricé den Gedichtband Schrei mit dem Wind und zeigte seine Malerei in einer Einzelausstellung.

Von 2010 bis 2020 war Carl E. Ricé künstlerischer Leiter und Moderator des von ihm konzipierten literarischen Begegnungsformats Poesiebrunch.
Der Nachlass von Carl E. Ricé wird von Gerald Fiebig verwaltet. 2025 erschien in der Ausgabe 593-594 der Zeitschrift Literatur und Kritik unter dem Titel Schicksals-Tausch-Zentrale ein Auszug aus einer Erzählung aus dem Nachlass von Carl E. Ricé.

## Bücher
- Henker, bitte weitermachen. Waschzettel Verlag A. Möckl, Augsburg 1993, ISBN 3-928331-13-2.
- Schrei mit dem Wind. Gedichte. Parasitenpresse, Köln/Leipzig/Chania 2023, ISBN 978-3-98805-027-4.

## Hörbuch
- Das Kainszeichen. Geschichte einer Vergewaltigung. Parasitenpresse, Köln/Leipzig/Chania 2022, ISBN  	978-3-947676-92-7.